# خيرمان اوراثيو
خيرمان اوراثيو (بالإسبانية: Germán Horacio)‏ رسام أسباني ( ولد في خيخون عام 1902 ) نُفي إلى المكسيك أعقاب الحرب الأهلية الأسبانية.

## أصوله وحياته حتى الحرب الأهلية
هو ابن الكاتب المعروف باتشين دي ميلاس . اتسمت أعماله الفنية الأولى بالطابع الساخر والفكاهي في إطار سيناريو فني. بدأ مسيرته الفنية بشكل احترافي بداية من عام 1922م في صحيفة الكوميرثيو التابعة لمدينة خيخون، وفي تلك الأثناء أطلق أيضاً رسوماته الورقية الأولى وهي الأعمال التي كانت من شأنها أن تمنحه الشهرة في الأوساط الفنية وفي الوقت ذاته بدأ المشاركة في المسابقات الفنية. وفي العام ذاته أقام معرضاً له في "كلوب دي ريجاتاس "بخيخون وحصل على منحة من مجلس المدينة التي سمحت له بدورها بالدراسة في مدريد في مدرسة سان فيرناندو.
بعدها تناوبت إقامته بين المدينتين، وتعاون مع مختلف وسائل الإعلام بصفته رسام توضيحي في عدة صحف منها: لابرينسا، والإمبارثيال, ولا كارابا، ولاإسيفرا، ونويبو موندو، وفي عام1927 تزوج فلوريندا سان أوغستين ورُزق منها بابنه خيرمان روبليس، وانتقلت العائلة بشكل نهائي إلى مدريد.
وعززت الثلاثينات من عمره مسيرته الفنية كفنان ملصقات وإعلانات ورقية حيث حصل على العديد من الجوائز وشارك في معارض. ومن بين الجوائز التي حصل عليها الميدالية الذهبية في المعرض الوطني الذي نظمه اتحاد الرسامين الأسبان. 